# La Gruta. Una ópera en dos actos
La Gruta. Una Ópera en dos Actos es una ópera de cámara experimental en dos actos y nueve escenas, creada por el artista Clotilde Jiménez. El libreto, escrito por Jiménez en español y en un lenguaje náhuatl , y musicalizado por Javier Antonio Bellato. La obra fue comisionada por el Museo Jumex en la Ciudad de México y se estrenó el 28 de octubre de 2024 como parte de la exposición homónima. La obra tiene una duración de aproximadamente 55 minutos y esta marcada por 3 voces (soprano, barítono, y coro infantil) acompañado por un cuarteto de cuerdas. Notablemente, está es la primera ópera de Jiménez.

## Trasfondo
La Gruta. Una Ópera en dos Actos es una ópera de cámara experimental en dos actos y nueve escenas, creada por el artista multidisciplinar Clotilde Jiménez.La obra fue comisionada por el Museo Jumex en la Ciudad de México y se estrenó el 28 de octubre de 2024.  La obra presenta un libreto escrito tanto en Español como en náhuatl por Jiménez, con música de Antonio Bellato. El proyecto refleja la exploración constante de Jiménez de identidad, mitología, y lo queer mediante combinaciones de media y performance. enfatizando el impacto del colonialismo y problemas con la frontera entre México y los Estados Unidos. 
De acuerdo Con Clotilde Jiménez, La Gruta es un intento para descolonizar las narrativas del artista. En una de sus entrevistas, él dijo que su trabajo es ‘’dejar la lente Blanca Europea’’ que ha dominado la producción cultural de Occidente por siglos. Jiménez dice que el "mesofuturismo" es una mejor manera para interpretar el futuro en un contexto mesoamericano, considerando el futuro de México y América Latina en general. En este sentido, el objetivo de este acercamiento es retar estereotipos, integrar voces marginadas, y ofrecer una alternativa a las formas coloniales de arte que han ejercen poder en su cultura.
Colaborando con el compositor mexicano Bellato, Jiménez combina Teatro con video y danza que desafían las convenciones tradicionales de la ópera, pero también invita a una profunda reflexión en la identidad colectiva y el rol del arte en la actualidad. El término "mesofuturismo" fue acuñado por Clotilde Jiménez como una forma de reclamar la identidad cultural a través de perspectivas mesoamericanas. Inspirado por el Afrofuturismo, y siendo un descendiente Afro-latino, Jiménez utiliza este concepto para oponerse a la narrativa Eurocéntrica y el blanqueamiento, tomando inspiración de tradiciones indígenas y narrativas históricas. 
El describe que visiona un futuro formado por valores mesoamericanos and que rechace los paradigmas coloniales que han marginado la expresión cultural de los nativos, además de las comunidades mestizas y afrolatinas. Este lente sirve tanto como una crítica artística como sociocultural, alentando la reimaginación de la historia moderna local  al igual que conectando tradiciones espirituales indígenas con lo queer contemporáneo y narrativas dispersas, retando la manera lineal occidental de entender el tiempo, género, y forma artística.

## Roles
Reparto de la primera Edición:
| Rol             | Tipo de voz                   | Reparto de inauguración                       |
| --------------- | ----------------------------- | --------------------------------------------- |
| Leopoldo        | Coro Infantil/Diálogo hablado | Coral Ensamble Mexico / Tonatiuh García Bravo |
| Chaneque        | Coro Infantil/Baritono        | Coral Ensamble Mexico / Alexander Soto        |
| Madre           | Soprano                       | Cecilia Enguiarte                             |
| Sabio           | Baritone                      | Alexander Soto                                |
| Chalchicuitlcue | Soprano                       | Cecilia Enguiarte                             |

| Rol        | Bailarín         |
| ---------- | ---------------- |
| Chaneque 1 | Sandra Govill    |
| Chaneque 2 | Victor Rodriguez |

## Sinopsis
La historia sigue a Leopoldo, un niño del ficticio pueblo de "La Garra", México. Mientras juega en el río, encuentra chaneques, espíritus infantiles de la mitología náhuatl, y los sigue hasta una cueva. El tiempo se queda innerte para él, y cuando regresa a su aldea años después, sigue siendo un niño mientras que sus amigos y familiares han envejecido. Tras revelarse su experiencia sobrenatural, Leopoldo es exiliado y enviado a Estados Unidos, donde su viaje toma giros inesperados. 
A lo largo de la ópera, emergen temas de transformación, vulnerabilidad y renacimiento, entrelazados mediante una narrativa visual surrealista y una actuación ritualista. La Gruta, tanto literal como metafórica, se convierte en un espacio de introspección y trascendencia. 

## Historia de presentaciones
El estreno mundial tuvo lugar en el Museo Jumex el 28 de octubre de 2024. La producción incluyó coreografía de Carla Segovia y actuaciones en vivo de los bailarines Sandra Govill y Victor Rodríguez como los chaneques. La música, interpretada por la violonchelista Adriana Castro, evoca la tensión espiritual de la narrativa. Los vestuarios fueron diseñados por Alondra Aceves y Cecilia Andalon.

## Reception
La Gruta ha sido elogiada por su mezcla de historia, sonido y arte, creando una sensación de sentimientos profundos.  Time Out México dice que la ópera “cuenta con una historia simple pero desgarradora, con música en vivo y una instalación fascinante que utiliza técnicas cinematográficas de manera innovadora.” Señalaron lo importante que es mostrar una obra así en un espacio artístico, destacando la mezcla de medios y disciplinas.
Los críticos elogiaron La Gruta por su mezcla poco ortodoxa de arte visual, música y actuación en vivo. En Artforum, la obra fue caracterizada como “una tragedia fantástica que une sin problemas conecta lo sagrado con lo queer.” La dirección de Jiménez—que presenta elaborados disfraces de papel maché y animaciones proyectadas—ha sido reconocida como una expansión audaz de su práctica artística visual. El cual rompió las estructuras tradicionales de la ópera; combirtiendola en una experiencia introspectiva, íntima y visualmente envolvente.
La Tempes͏tad elogió la ópera por su mirada a la tensión entre la realidad y la magia, y su habilidad para cuestionar ideas fijas sobre la realidad misma. Se dijo que el uso de una idea de “mesofuturismo” proporcionó "una lente para entender, imaginar y reclamar un futuro a través de una perspectiva única", posicionando la obra como importante en la industria artística actual.
Noir Magazine enfatizó el impacto emocional de la historia, que coloca la experiencia de personas desplazadas y  en la periferia, en el centro de una lectura decolonial. Aplaudiendo el equilibrio logrado entre la tradición y la modernidad en la narrativa y también, más específicamente, en la fusión de música electrónica en vivo con elementos míticos del folclore mexicano.
Aunque ampliamente celebrada, algunas críticas (siendo las más notables aquellas sobre apropiación cultural, por el uso de formas operísticas tradicionales que provienen de un género con vínculos profundos con narrativas europeas) hicieron poco o ningún daño a la gran recepción que recibió esta obra, una ópera emblemática tanto por su innovación como por su profundidad, situada firmemente dentro del repertorio experimental del arte contemporáneo.

## Créditos
| Rol                      | Artist                                             |
| ------------------------ | -------------------------------------------------- |
| Creador y libretista     | Clotilde Jiménez                                   |
| Compositor               | Javier Antonio Bellato                             |
| Coreógrafo               | Carla Segovia                                      |
| Director cinematográfico | Pablo Cruz Villalba                                |
| Cellista                 | Adriana Castro                                     |
| Violinistas and Violista | Gerardo Pérez Vargas, Martha Vázquez, Omar Acevedo |
| Commissionado por        | Museo Jumex                                        |